# جو هانت
 جو هانت (انگلیسی: Joe Hunt؛ زاده ۱۷ فوریهٔ ۱۹۱۹ درگذشته ۲ فوریهٔ ۱۹۴۵) یک تنیس‌باز اهل ایالات متحده آمریکا بود.